# 泰山石刻
泰山石刻位于中国山东省泰安市，是泰山上石刻的总称，主要分布在泰山南麓，其中最重要的是经石峪摩崖刻经和唐摩崖刻石，2001年被列为第五批全国重点文物保护单位。
秦泰山刻石，又称封泰山碑，秦始皇二十八年（前219年）东巡泰山时所立，现仅存残石2块，共10字，存于岱庙。
经石峪摩崖刻经位于泰山斗母宫东北龙泉峰下的山坳中，刻于北齐时期，是中国现存规模最大的佛教摩崖刻经，面积达2064平方米。所刻经文为《金刚般若波罗蜜经》，共44行，2799字，现存1069字。
唐摩崖刻石位于岱顶南100米处的大观峰崖壁，刻于唐开元十四年（726年），由唐玄宗撰并书《纪泰山铭》，高12.3米，宽5.3米，24行，现存1008字。
唐摩崖东南侧德星岩上为北宋摩崖刻石，刻于大中祥符元年（1008年），由宋真宗篆额并真书《登泰山谢天书述二圣功德铭》，现仅存篆额12字。

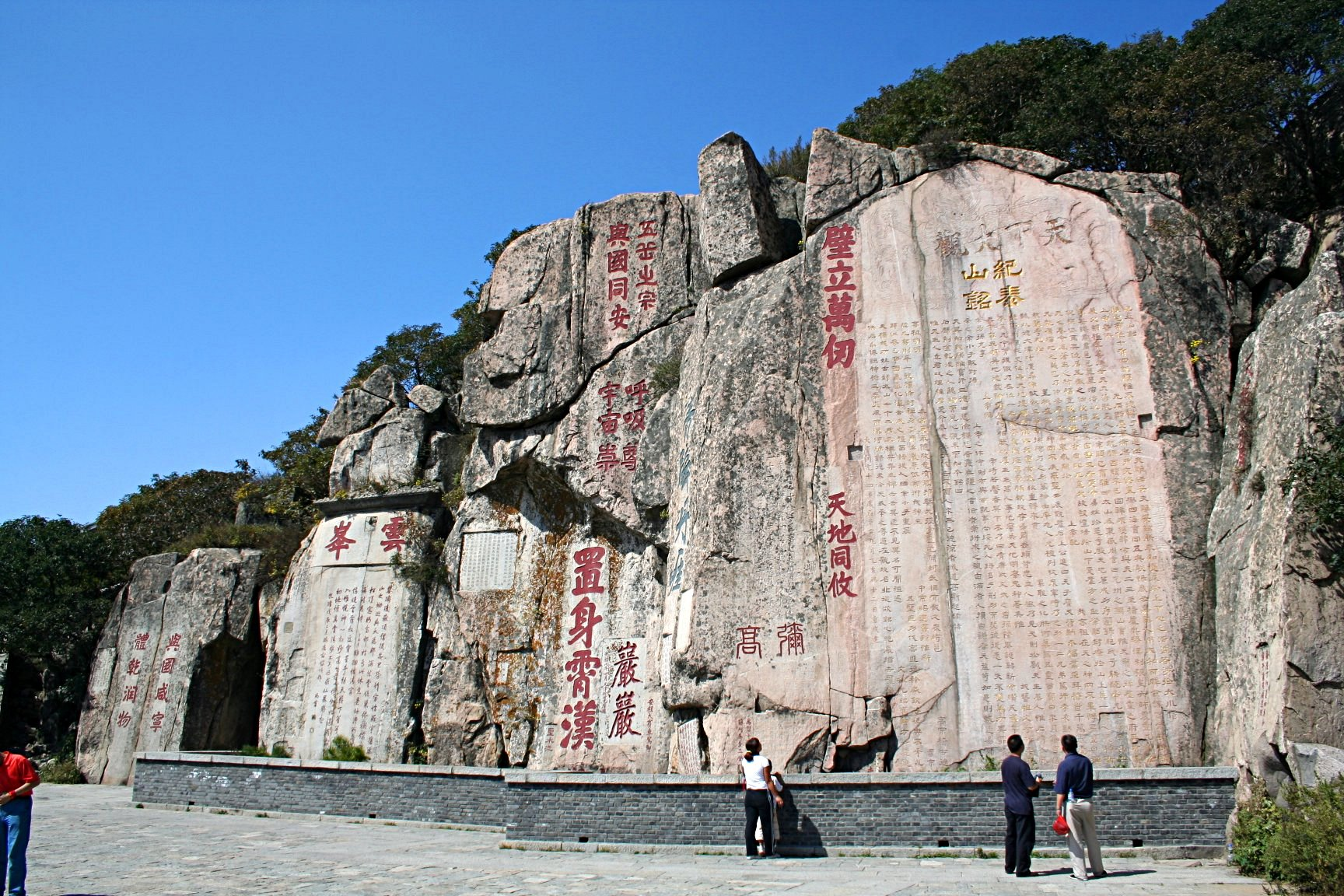
唐摩崖刻石
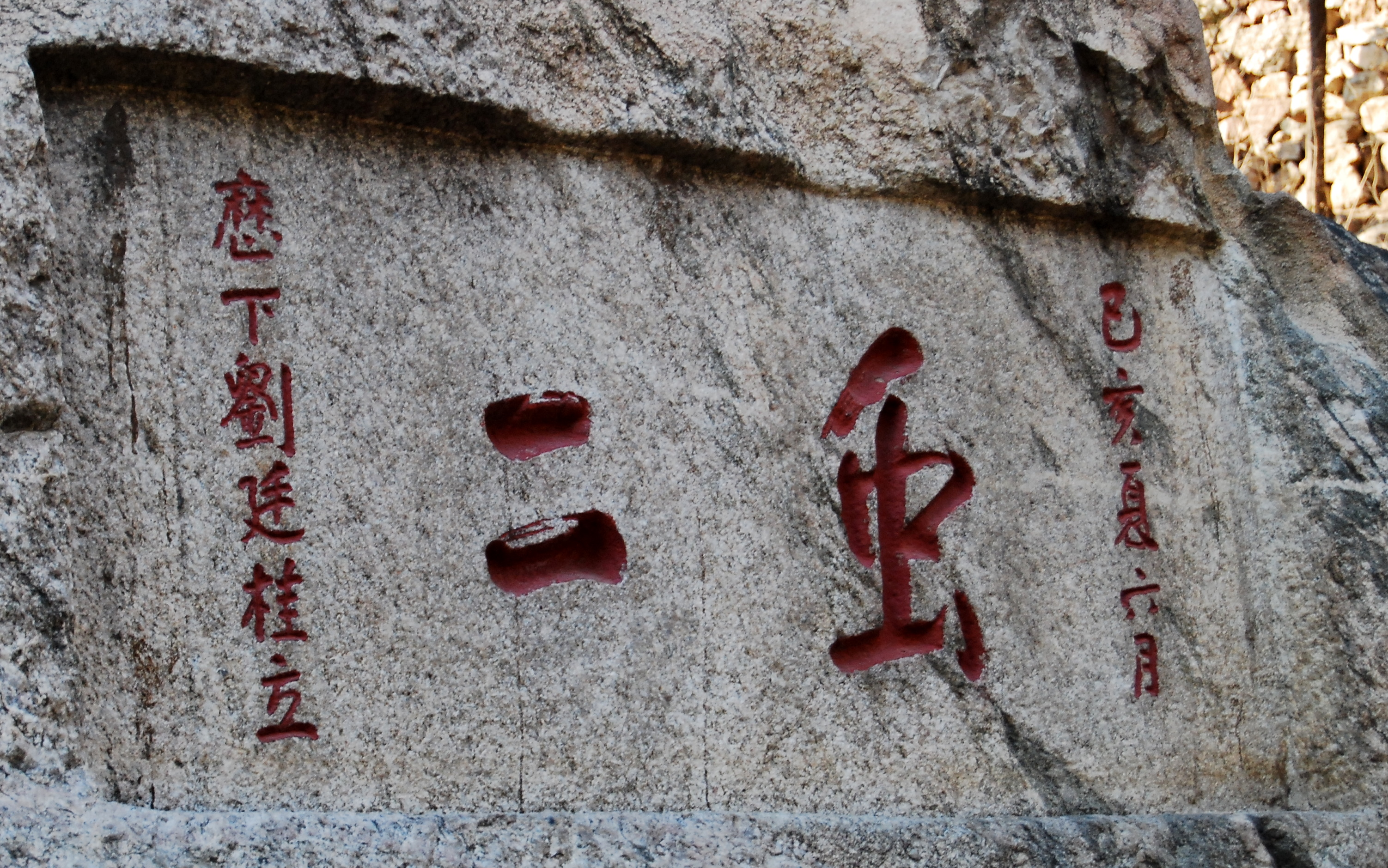
风月无边
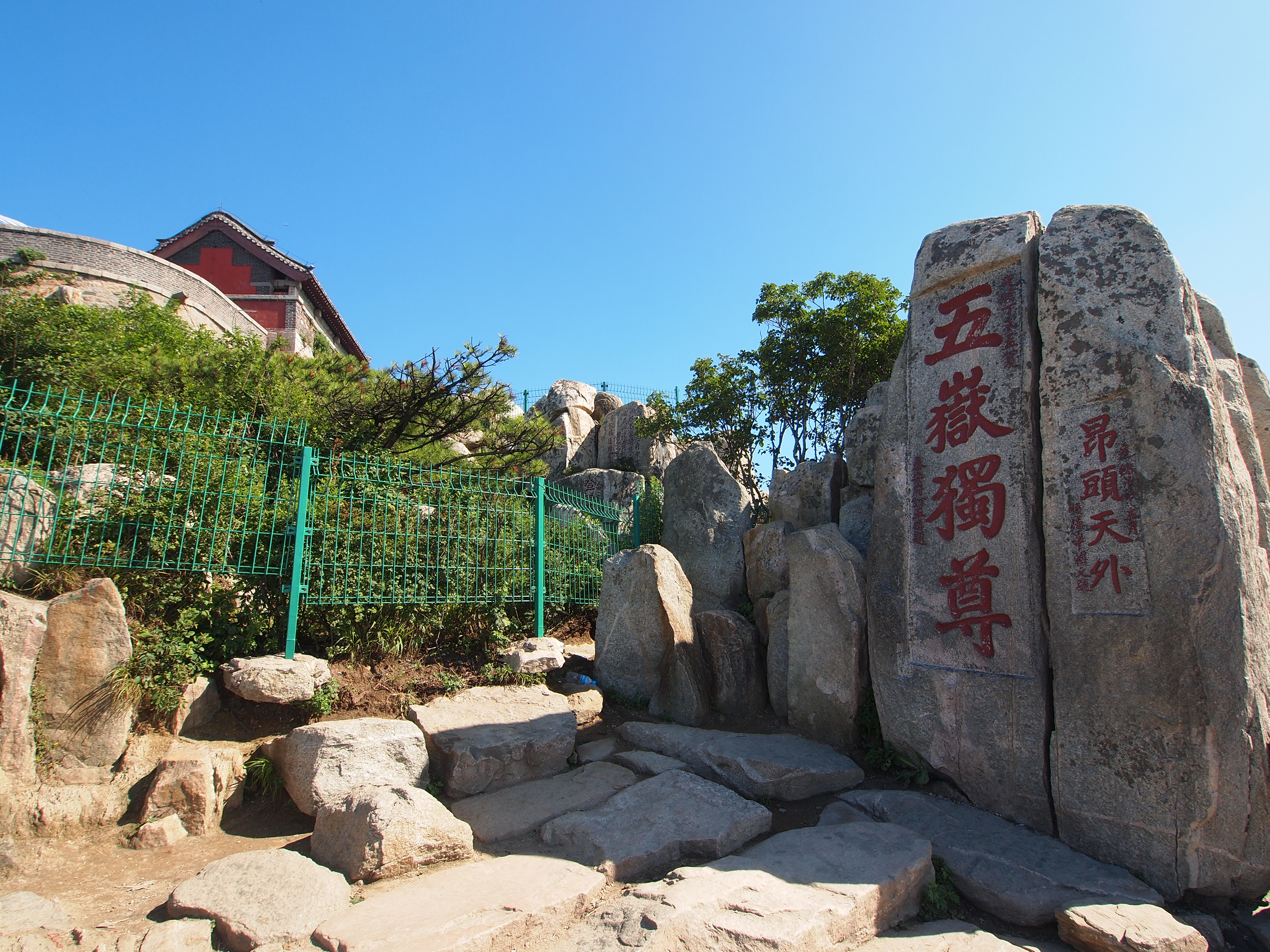
五岳独尊
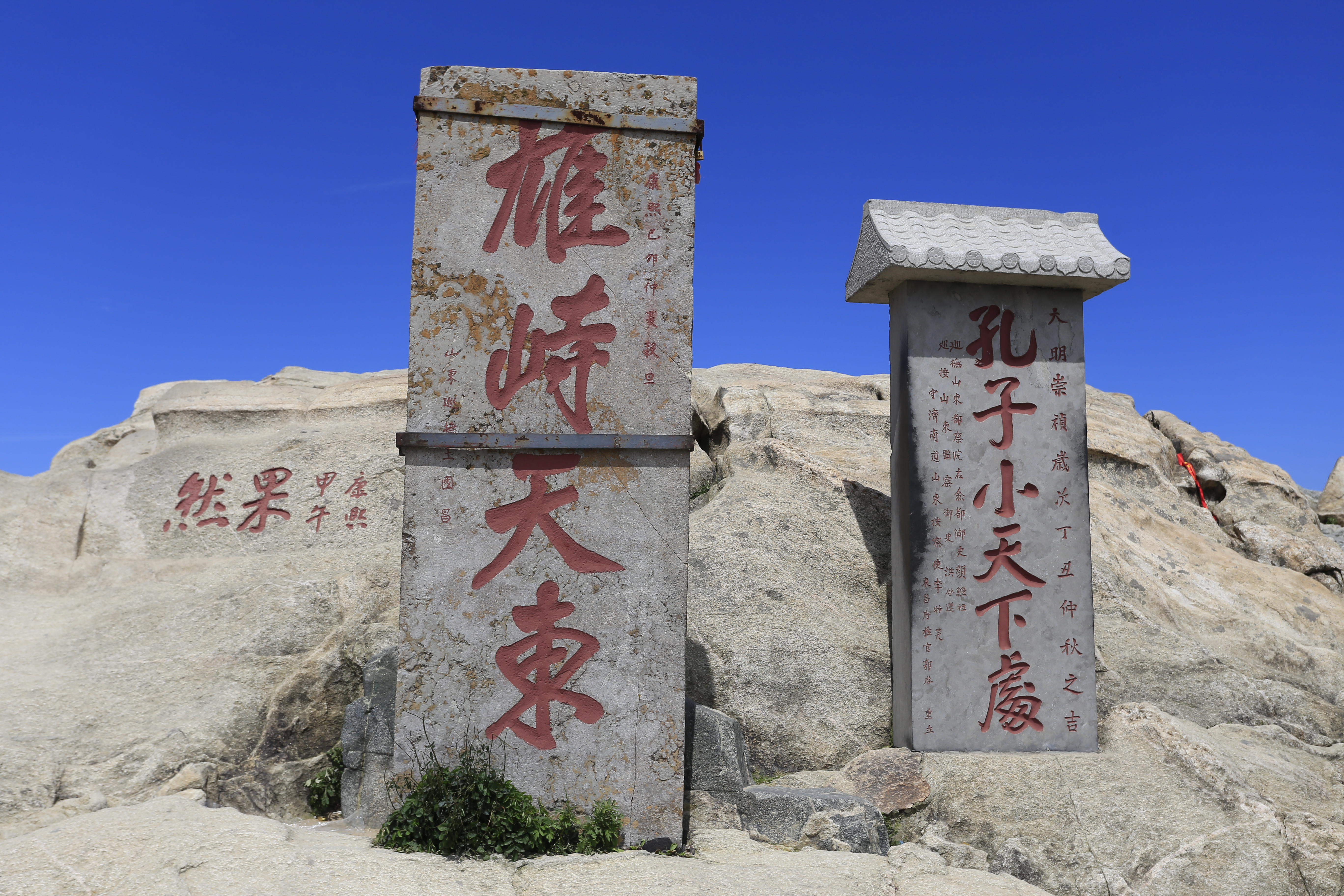
岱顶石刻
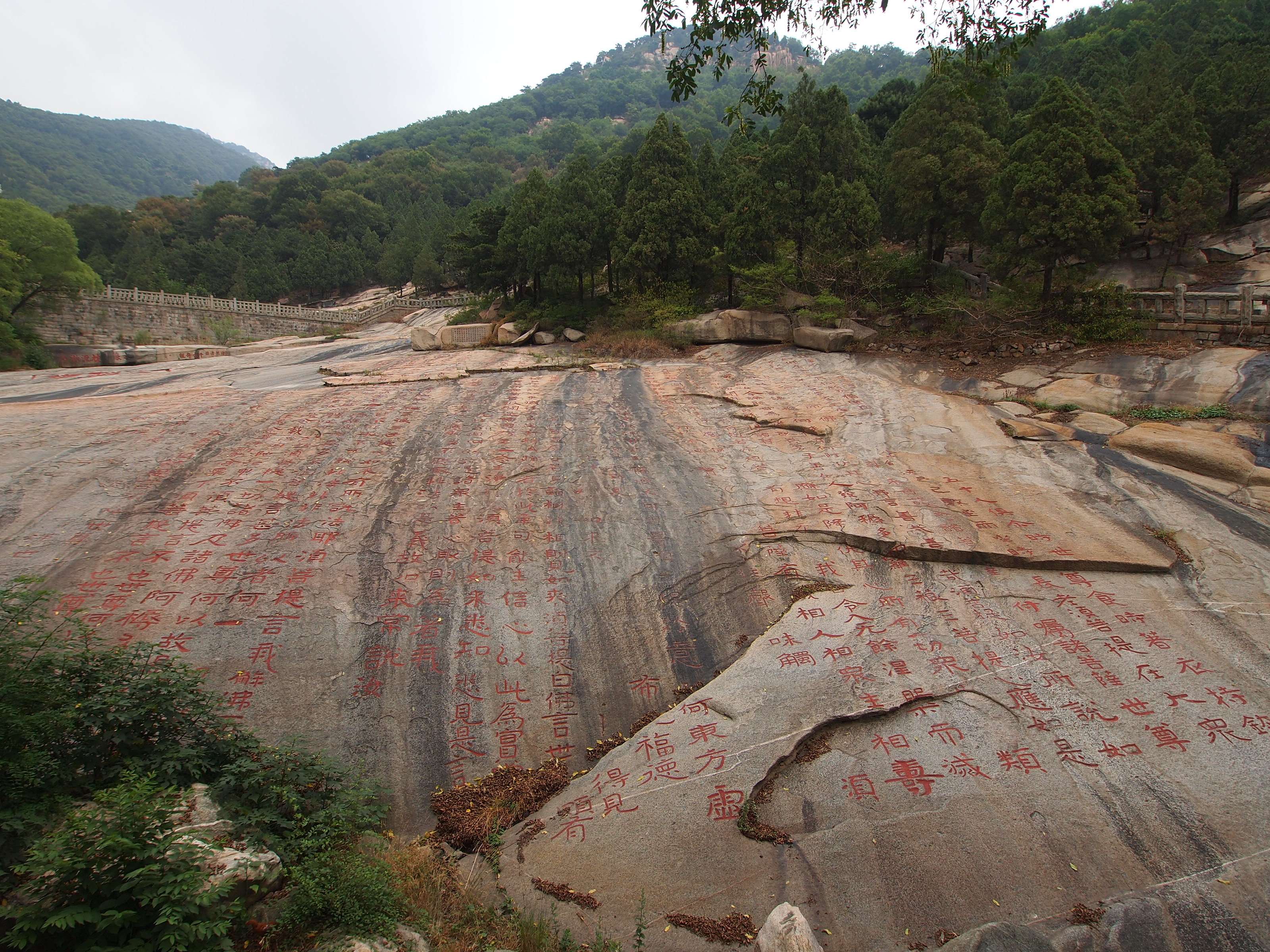
经石峪石刻
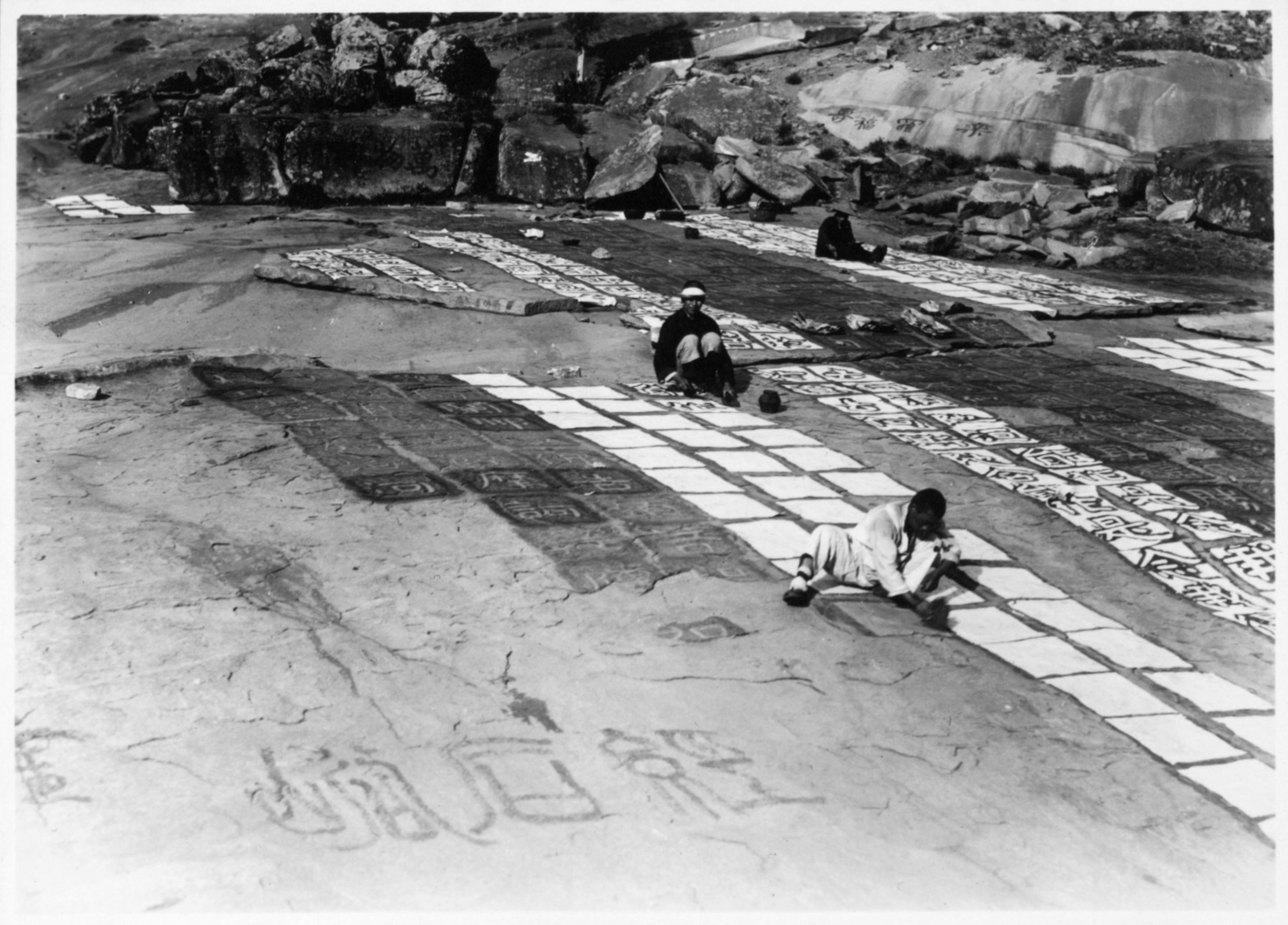
经石峪，1929年
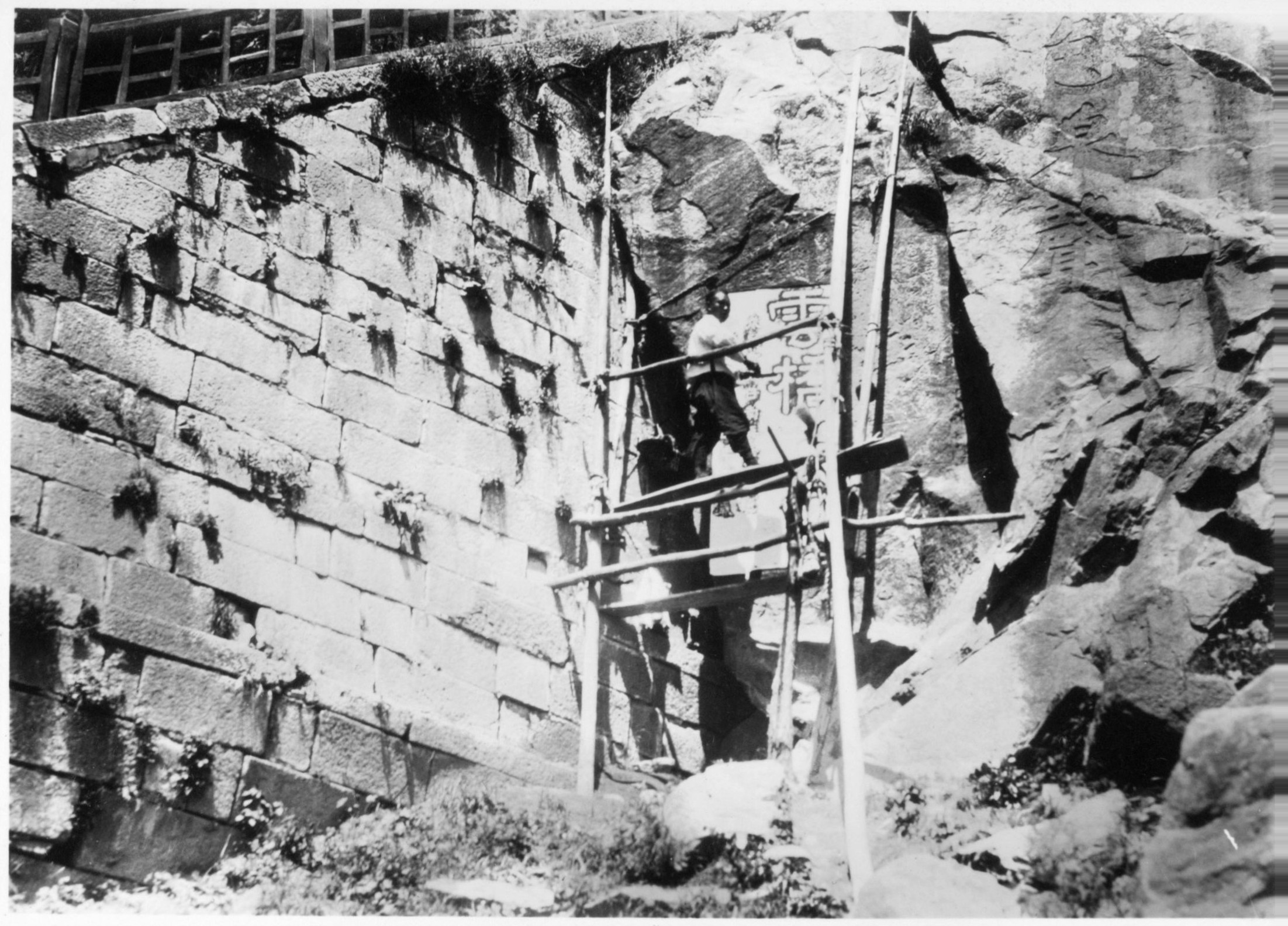
民工在制作石刻拓本，1929年